# Служащие

Служащие во время работы в организации.

Служащие, клерк — социальная группа, включающая всех занятых по найму нефизическим трудом в промышленности (инженеры, бухгалтеры, секретари и так далее), а также наёмных работников в торговле и сфере услуг.
В единственном числе — служащий и служащая. Ранее в России употреблялось слово — служитель. Старый, опытный, усердный служащий — служака.

## История
В 1940-е—1950-е годы в наиболее развитых государствах (странах) мира наступила эпоха научно-технической революции, в результате которой происходит трансформация индустриального общества в постиндустриальное. Меняется структура трудовых ресурсов: уменьшается доля физического и растет доля умственного высококвалифицированного и творческого труда. Доля сферы услуг в ВВП начинает преобладать над промышленностью.
В связи с этим уменьшилась доля занятых в материальном труде — сельскохозяйствнных и заводских рабочих, ремесленников: служащие стали преобладающей частью населения развитых стран.
Часто ошибочно служащих называют «средним классом», высший слой которого включает менеджеров и высококвалифицированных специалистов, а низший — прочих служащих; при этом игнорируется факт, что высококвалифицированные рабочие, фермеры развитых стран, ремесленники, выполняющие исключительно востребованную работу имеют достаток, также позволяющий их отнести к «среднему классу».